# Дерек Люис
Дерик Джеймс Луис (на английски език - Derrick James Lewis) е американски професионален ММА боец, който се състезава в тежка категория на шампионата по смесени бойни изкуства UFC.
Професионален състезател от 2010 г., Люис се е състезавал и в Bellator MMA и Legacy FC, където е шампион в тежка категория. Той има забележителни победи над Александър Волков, Франсис Нганоу, Травис Браун, Габриел Гонзага и Благой Иванов.
Към 9 ноември 2019 г. той е №5 в класацията на UFC в тежка категория.